# Attilio Palatini
Attilio Palatini (Treviso, 18 novembre 1889 – Roma, 24 agosto 1949) è stato un matematico e fisico italiano.

## Biografia
Palatini fu il settimo degli otto figli di Michele (1855-1914) e Ilde Furlanetto (1856-1895). Nel 1900, durante i festeggiamenti per l'elezione in Parlamento di suo padre, fu accecato da un giovane trevigiano, perdendo l'uso di un occhio. Svolse gli studi secondari a Treviso. Si laureò in  Matematica nel 1913 all'Università degli Studi di Padova, dove fu allievo di Gregorio Ricci Curbastro e di Tullio Levi-Civita. Insegnò Meccanica razionale nelle Università degli Studi di Messina (1920-22), Parma (1922-24) e Pavia (1924-49). Si occupò in particolare del calcolo differenziale assoluto e della relatività generale. In quest'ultima materia diede una profonda generalizzazione del principio variazionale. Scrisse le voci "meccanica razionale" e "teoria della relatività" della Enciclopedia Hoepli delle matematiche elementari. 
Accanto alle pubblicazioni scientifiche, Palatini si dedicò alla didattica della matematica curando la redazione di importanti manuali per le scuole medie inferiori e superiori.
Fu socio corrispondente della Reale Accademia Peloritana dei Pericolanti, della Sociedad Matematica Hispano-Americana e del Regio Istituto Lombardo di Scienze e Lettere e Arti.